# Swing (jazz)
Swing (z ang. „kołysać się”) – kierunek muzyki jazzowej popularny na przełomie lat 30. i 40. XX wieku. Swing to muzyka synkopowana, w której dużą rolę gra sekcja rytmiczna współpracująca z instrumentami dętymi.

## Historia swingu
Swing narodził się w USA w latach 30. i zyskał popularność w następnym dziesięcioleciu, szczególnie po 1935 roku. Umownie za początek tzw. ery swingu uznaje się dzień 21 sierpnia 1935 roku, kiedy to Benny Goodman Orchestra, licząca wówczas czternastu muzyków, dała bardzo pozytywnie odebrany przez publiczność koncert w Palomar Ballroom w Los Angeles. Muzykę swingową wykonywały zazwyczaj big-bandy; do najsławniejszych należały zespoły bigbandowe Counta Basiego, Benny’ego Goodmana, Duke’a Ellingtona i Glenna Millera.
W okresie II wojny światowej swing był bardzo lubiany w innych państwach, zwłaszcza dlatego, że jako symbol dekadenckiego Zachodu był wyrazem walki przeciwko totalitaryzmom, zarówno narodowosocjalistycznemu, jak i komunistycznemu. Niemniej był on także popularny wśród obywateli III Rzeszy niepopierających reżimu Hitlera. Swing stał się też symbolem oporu przeciwko sowieckiej władzy w krajach podporządkowanych Moskwie po 1945 roku. W latach 1949–1954 władze kojarzyły ze swingiem przede wszystkim bikiniarzy.
Swing stracił na popularności wraz z zakończeniem drugiej wojny światowej. Przemiany społeczne i gospodarcze związane z powrotem amerykańskich żołnierzy do domów i przedwojennej pracy doprowadziły do narodzin jazzu nowoczesnego oraz popularnej muzyki rozrywkowej.
Do muzyki swingowej tańczone są różne odmiany tańca o tej samej nazwie.